# Simone Gbagbo
Simone Ehivet Gbagbo (sinh ngày 20 tháng 6 năm 1949) là một chính trị gia người Bờ Biển Ngà. Bà là Chủ tịch Nhóm Nghị sĩ của Mặt trận Nhân dân Bờ Biển Ngà (FPI) và là Phó Chủ tịch của đảng này. Là vợ của Laurent Gbagbo – Tổng thống Bờ Biển Ngà từ năm 2000 đến 2011 – bà từng giữ vai trò Đệ nhất Phu nhân trước khi cả hai bị bắt bởi lực lượng ủng hộ Tổng thống Alassane Ouattara.

## Tiểu sử
Simone Ehivet sinh năm 1949 tại Moossou, Grand-Bassam, là con gái của Jean Ehivet – một sĩ quan cảnh sát địa phương – và Marie Djaha. Bà được đào tạo chuyên ngành lịch sử và lấy bằng tiến sĩ bậc ba về văn học truyền miệng. Bà từng làm việc trong lĩnh vực ngôn ngữ ứng dụng và là một nhà lãnh đạo công đoàn theo chủ nghĩa Marx. Báo chí Bờ Biển Ngà từng gọi bà là “Hillary Clinton vùng nhiệt đới”. Là mẹ của năm cô con gái – trong đó hai người là với Laurent Gbagbo – bà từng tham gia vào phong trào đình công của giáo viên năm 1982. Trước khi kết hôn, Simone và Laurent Gbagbo cùng nhau sáng lập một tổ chức chính trị hoạt động bí mật, sau này trở thành Mặt trận Nhân dân Bờ Biển Ngà (FPI). Vào những năm 1970, bà là một nhà hoạt động công đoàn tích cực và đã bị bỏ tù nhiều lần trong cuộc đấu tranh cho bầu cử đa đảng.
Sau khi chế độ đa đảng được thiết lập, vào tháng 2 năm 1992, Simone và chồng bị bắt vì cáo buộc kích động bạo lực và phải ngồi tù sáu tháng. Năm 1996, bà được bầu làm nghị sĩ thuộc FPI đại diện cho khu vực Abobo (thuộc thành phố Abidjan). Sau một tai nạn ô tô năm 1998, bà trở thành tín đồ Cơ đốc giáo Phúc Âm.
Bà tái đắc cử vào Quốc hội trong cuộc bầu cử tháng 12 năm 2000 và giữ chức Chủ tịch Nhóm Nghị sĩ FPI. Tại Đại hội bất thường lần thứ ba của FPI từ ngày 20–22 tháng 7 năm 2001, bà được bầu làm Phó Chủ tịch thứ hai của đảng.

## Tranh cãi
Simone Gbagbo là một nhân vật gây tranh cãi ở Bờ Biển Ngà. Bà tham gia vào chính trị dân tộc trong bối cảnh nội chiến, và năm 2005, Đài Phát thanh Pháp Quốc tế đưa tin bà bị Liên Hợp Quốc điều tra về các hành vi vi phạm nhân quyền, bao gồm việc tổ chức các đội tử thần.

### Vụ Guy-André Kieffer
Tháng 7 năm 2008, bà bị một thẩm phán điều tra Pháp triệu tập để lấy lời khai liên quan đến vụ mất tích và nghi án sát hại nhà báo Pháp gốc Canada Guy-André Kieffer tại Abidjan vào tháng 4 năm 2004. Kieffer đang điều tra tham nhũng chính trị và các hoạt động trong ngành công nghiệp ca cao Bờ Biển Ngà trước khi mất tích. Ông được cho là đã gặp Michel Legré – anh rể của Simone Gbagbo – ngay trước khi biến mất. Các quan chức tư pháp Pháp đã bắt giữ và điều tra Jean-Tony Oulaï – cựu nhân viên an ninh Bờ Biển Ngà – tại Paris năm 2006. Một số nguồn tin cho rằng Simone Gbagbo cùng Bộ trưởng Kế hoạch Paul-Antoine Bohoun Bouabré có liên quan đến vụ việc này, và rằng Oulaï là kẻ chịu trách nhiệm chính.
Michel Legré bị bắt tại Abidjan năm 2004 với cáo buộc bắt cóc và giết người, nhưng được phóng thích tạm thời năm 2005 và sau đó mất tích. Tháng 4 năm 2009, Simone Gbagbo đã bị hai thẩm phán Pháp thẩm vấn về vụ Kieffer. Tuy nhiên, AFP cho biết các thẩm phán xác định Legré là nghi phạm chính, và cả Tổng thống lẫn Simone Gbagbo không bị tình nghi có liên quan trực tiếp đến vụ mất tích. Simone Gbagbo sau đó đã kiện Jean-Tony Oulaï vì tội phỉ báng liên quan đến lời cáo buộc chống lại bà.

## Hoạt động chính trị sau năm 2008
Tháng 9 năm 2008, bà thực hiện chuyến vận động hai tuần ở miền trung đất nước, kết thúc tại thành phố Bouaké vào ngày 14. Bà kêu gọi ủng hộ chiến dịch tranh cử tổng thống của chồng và thúc đẩy người dân tham gia xác minh danh tính cử tri.
Trong khủng hoảng chính trị 2010–2011, Laurent Gbagbo và Alassane Ouattara đều tuyên bố giành chiến thắng trong cuộc bầu cử tổng thống. Cuộc khủng hoảng kết thúc bằng việc Laurent và Simone Gbagbo bị lực lượng thân Ouattara bắt giữ ngày 11 tháng 4 năm 2011. Simone sau đó bị quản thúc tại gia.
Ngày 22 tháng 11 năm 2012, Tòa án Hình sự Quốc tế (ICC) công bố lệnh bắt giữ Simone Gbagbo vì tội ác chống lại loài người. Tòa cáo buộc rằng bà là một nhân vật chủ chốt trong làn sóng bạo lực sau bầu cử. Tổ chức Ân xá Quốc tế kêu gọi chính phủ Bờ Biển Ngà chuyển giao bà cho ICC, nhưng chính quyền từ chối và đưa bà ra xét xử tại tòa án quốc gia.
Ngày 10 tháng 3 năm 2015, Simone Gbagbo bị kết án 20 năm tù vì tội ác chống lại loài người. Tuy nhiên, vào tháng 3 năm 2017, bà được tòa án Bờ Biển Ngà tuyên trắng án với các cáo buộc tội ác chiến tranh và chống lại loài người liên quan đến bạo lực năm 2011. Ngày 7 tháng 8 năm 2018, Tổng thống Alassane Ouattara ban hành lệnh ân xá chung, trong đó có Simone Gbagbo và một số thành viên khác của FPI, sau khi bà đã thi hành 3 năm trong bản án 20 năm.
Vào ngày 30 tháng 11 năm 2024, Simone Gbagbo được đề cử làm ứng cử viên của đảng Phong trào Các Thế hệ Có Năng lực (MGC) cho cuộc bầu cử tổng thống năm 2025.